# NGC 551
NGC 551 (другие обозначения — UGC 1034, MCG 6-4-27, ZWG 521.30, IRAS01247+3655, PGC 5450) — галактика в созвездии Андромеда. Открыта Уильямом Гершелем в 1786 году, описывается Дрейером как «тусклый, маленький объект, немного более яркий в середине, рядом наблюдается звезда 13-й величины».
NGC 551 входит в состав группы галактик NGC 507.
В HyperLEDA галактика классифицируется как SBbc, но из-за большого расстояния у неё не указан класс светимости. Последующийе наблюдения показали, что NGC 551 по структуре рукавов относится к морфологической группе ScI.
Этот объект входит в число перечисленных в оригинальной редакции «Нового общего каталога».